# Tizi
Tizi (em árabe: تيزي) é uma cidade e comuna localizada na província de Mascara, Argélia. Segundo o censo de 2008, a população total da cidade era de 12 923 habitantes.